# Puente peatonal de Rodas
El puente peatonal de Rodas es un antiguo puente en arco griego situado en la ciudad de Rodas, Grecia. Data del siglo IV a. C.  de principios del período helenístico y su modesta estructura representa el puente griego en arco adovelado más antiguo que se conoce.

## Construcción y ubicación
El puente peatonal de Rodas fue desenterrado en 1966-1667 cerca del puerto oriental de la ciudad de Rodas, la bahía de Akandia. Allí, un canal artificial de 2,15 m de profundidad corría paralelo a las antiguas murallas de la ciudad, separadas por una calle de 11 m de ancho que discurría entre ambas. Las paredes laterales del conducto estaban hechas de al menos cuatro capas de bloques de poros de piedra caliza , el mismo material empleado también para el arco.
Casi en su punto medio, el canal está atravesado por un arco de piedras en forma de cuña de 8 m de ancho que servía de pasarela. El vano curvo tiene una sola luz de 2,8 m, idéntica a la anchura del canal. Su sorprendente escasa elevación, del orden de 1 a 3-4, le da el aspecto de un arco escarzano o incluso multicéntrico, del que es el único ejemplo conocido en la arquitectura de la Antigua Grecia.
Aunque se ha afirmado que seguía siendo el único puente abovedado del mundo griego, existen pruebas discutibles de la existencia de al menos otros tres puentes de arco griegos de época prerromana, discutido por Briegleb.